# Bagatelle (roman)
 (juin 2019).
Pour les articles homonymes, voir Bagatelle.
Bagatelle est le troisième volume (publié en 1981) de la série de romans Louisiane, de Maurice Denuzière.

## Résumé
En 1898 en Louisiane, sur le domaine de Bagatelle, Stella est la femme de Gratien (3 enfants). Ils louent les terres aux Tiercelin et aux Oswald. Charles, sénateur, père de Gratien, l'envoie combattre les espagnols avec Théodore Roosevelt à Cuba. Il y meurt. En 1900 Stella vend son lot à Oswald et confie l'éducation de son fils, Osmond, 7 ans, à son père adoptif, Gus. En 1902 Tiercelin divorce de Marie-Virginie, stérile, fille de Charles. Stella la recueille en 1907. Virginie, enceinte, épouse Félix, fils de Gus et ils migrent à Londres. Oswald meurt en 1909. Virginie a une fille, Doris. En 1910 Stella, 37 ans, épouse Faustin Dubard, docteur, défiguré. Charles annule la vente des terres à Oswald et les donne à Osmond. Tiercelin se pend. En 1911 Charles meurt et Osmond est le premier héritier. Virginie meurt en 1912 sur le Titanic. En 1913 Osmond puise du pétrole à Bagatelle et devient avocat. En 1914 Félix s'engage dans l'armée anglaise. En 1917 Osmond est GI en France et rentre en 1919.